# Kartlis Deda
Kartlis Deda (géorgien : ქართლის დედა, « mère du Karthli ») est une statue située dans la capitale de la Géorgie, Tbilissi, dont elle est devenue le symbole.
La statue a été érigée au sommet de la colline Sololaki en 1958, alors que Tbilissi fêtait son 1500e anniversaire. Haut de 20 mètres, le monument d'aluminium a été conçu par le sculpteur géorgien Elguja Amashukeli, lui-même natif de la capitale. La statue représente une femme vêtue du costume géorgien traditionnel ; elle tient dans sa main gauche une coupe de vin – symbole de l'hospitalité – et dans sa main droite une épée – symbole de la défense de la liberté du peuple face à qui voudrait la restreindre.